# Les Essards, Indre-et-Loire
Les Essards là một xã thuộc tỉnh Indre-et-Loire trong vùng Centre-Val de Loire ở miền trung nước Pháp. Theo điều tra dân số năm 2006 của INSEE có dân số 156 người. Xã nằm ở khu vực có độ cao từ 52-105 mét trên mực nước biển.